# Georges Clément
Georges Claude Clément (fl. XX secolo) è stato un velocista francese.
Partecipò alle Olimpiadi 1900 di Parigi nella gara dei 400 metri piani ma fu eliminato alla prima batteria.